# Evalces sinuatipes
Evalces sinuatipes es una especie de coleóptero de la familia Scraptiidae.

## Distribución geográfica
Habita en América Central.